# 55 г. пр.н.е.
55 (петдесет и пета) година преди новата ера (пр.н.е.) е година от доюлианския (Помпилийски) римски календар.

## Събития

### В Римската република
- Консули на републиката са Гней Помпей (за II път) и Марк Лициний Крас (за II път).
- Годината започва без избрани магистрати с интеррекс Марк Валерий Месала Нигер до провеждането на избори по-късно през януари.
- Приет е Lex Tribonia, който предоставя на всеки завършващ мандата си консул удължена петгодишна проконсулска власт над някоя от провинциите. По силата на този закон и след жребий Помпей получава контрол над Близка и Далечна Испания, а Крас над Сирия.[1]
- Консулите прокарват Lex Licinia Pompeia, с който се удължава проконсуласката власт на Цезар в Галия до 1 януари 49 г. пр.н.е. с абслютна забрана за обсъждане на този въпрос до 1 март 50 г. пр.н.е..[1]
- Завършва строителството на Театъра на Помпей – първия каменен и постоянен театър изграждан в Рим. Театърът е част от мащабен комплекс, финансиран и открит от Помпей Велики с пищни игри, включващ голям портик с обществено пространство и курия (Curia Pompeia), в която впоследствие заседавал сената.
- Управителя на Сирия Авъл Габиний напуска провинцията си и поема на поход срещу Египет, без разрешението на Сената. Сред офицерите му служи Марк Антоний. Целта на кампанията, да се възстанови на трона Птолемей XII, е постигната с бърз успех.[1]
- Галски войни:
  - Цезар разбива две германски племена нахлули в Галия, след което построява мост над река Рейн и преминава в Германия, където опустошава селищата на племето Сугамбри. След кампания от 18 дни той се завръща победоносно на левия бряг на Рейн като унищожава построения мост.[2]
  - Цезар предприема първи поход в Британия.[2]

## Родени
- Тибул, римски поет (умрял 19 г. пр.н.е.)
- Марк Верий Флак, римски граматик и учител (умрял 20 г.)

## Починали
- Береника IV, египетска царица (родена ок. 77 г. пр.н.е.)
- Архелай, върховен жрец и съпруг на Береника IV
- Тит Лукреций Кар, римски поет и философ (роден ок. 99 г. пр.н.е.)
- Квинт Цецилий Метел Непот, римски политик и консул през 98 г. пр.н.е. (роден ок. 135 г. пр.н.е.)
- Тигран II, владетел на Велика Армения (роден ок. 140 г. пр.н.е.)